# Під укіс
Під укіс (англ. Derailed) — американський бойовик 2002 року режисера Боба Місіоровські.

## Синопсис
Секретний агент Жак Крістофф отримує термінове завдання: він повинен розшукати невловиму злодійку Галину, яка викрала надзвичайно цінний і небезпечний вірус. Знайшовши Галину, Жак повинен завершити місію і доставити її своєму начальству поїздом. Але група терористів має намір викрасти потяг і захопити вірус для своїх власних цілей.

## У ролях
| Актор                   | Роль             |
| ----------------------- | ---------------- |
| Жан-Клод Ван Дамм       | Жак Крістофф     |
| Томас Арана             | Мейсон Коул      |
| Лора Геррінґ            | Галина Костянтин |
| Сьюзан Ґібні            | Медлін Крістофф  |
| Люсі Дженнер            | Наташа           |
| Джессіка Боуман         | Бейлі Крістофф   |
| Крістофер Ван Варенберг | Етан Крістофф    |
| Джон Бішоп              | Боб Стерлінг     |
| Бінкі ван Білдербік     | Ангус Райлі      |
| Дейтон Каллі            | Ларс             |